# Bondo (Kenya)
Pour les articles homonymes, voir Bondo.
Bondo est le chef-lieu du district de Bondo dans le comté de Siaya au Kenya.
La munipicalité est divisée en cinq sections : Ajigo, Bar Kowino East, Bar Kowino West,
Bondo Township et Nyawita totalisant ensemble, au recensement de 1999, une population de 29 165 habitants dont 7 797 pour Bondo elle-même.

## Toponymie
En luo, bondo signifie alopécie. C'était une clairière.

## Histoire
C'est au début des années 1920 que s'établit un marché qui attire la sédentarisation d'une population. En 1995, Bondo acquiert le statut de municipalité. En 1998, le district de Siaya est divisé en deux (Siaya et Bondo) et la localité devient le chef lieu du nouveau district.

## Personnalités liées à Bondo
- Jaramogi Oginga Odinga (± octobre 1911 à Bondo) - (20 janvier 1994 à Kisumu), le premier Vice-président du Kenya, inhumé dans un mausolée à Bondo ;
- Raila Amolo Odinga (7 janvier 1945 à Maseno), fils de Jaramogi Oginga Odinga, guide de l'opposition politique durant les élections présidentielles de décembre 2007 et Premier ministre du Kenya entre 2008 et 2013.